# Родинний принцип успадкування
Родинний, або удільний принцип успадкування престолу (престолонаслідування) — загальна умовна назва порядку престолонаступництва в середньовічних удільних князівствах Великого князівства Київського, Королівства Русі (на початкових етапах у Великому князівстві Литовському, Руському і Жемантійському, у Великому князівстві Володимиро-Суздальському, в Польщі, Сілезії, Богемії, Угорщини та ін.) — на противагу традиційному принципу сеньйорату, однак все ще не за повним принципом первородства (де влада переходить тільки до старшого сина).
Якщо при агнатичному старшинстві (сеньйораті) успадкування влади відбувалось через перехід трону до старшого в роду при збереженні династичної єдності управління всіма землями (на Русі — можливо згідно з особливою системою), то при родинному принципі престолонаслідування володіння передавалося по низхідній чоловічій лінії (від батька до синів), а володіння бічних гілок або ставали незалежними, або перетворювалися у васальні уділи в складі основного державного володіння. Порядок успадкування при родинному принципі (як і при сеньйораті) не був чітко закріплений законодавчо.
У Великому князівстві Київському, після жорстокої міжусобиці 1094—1096 років на Любецькому з'їзді князів у 1097 році було прийнято рішення, що сини можуть претендувати тільки на землю своїх батьків. Так було покладено початок поділу загальних володінь династії Ярославичів на родинні вотчини, всередині яких, в основному зберігався старий порядок спадкування.
В українських та білоруських князівствах цей принцип зберігався до входження цих земель до Великого князівства Литовського або Речі Посполитої, ліквідації удільних князівств і призначення в них королівських намісників.
В XII столітті Володимирсько-Суздальські князі посилили свою особисту владу, іноді перетворюючи її на «авторитарну». Починаючи з Олександра Невського, а особливо у XIV столітті в період боротьби московських князів за великокнязівський ярлик, ці князі наполягали на праві хана Золотої Орди (пізніше царя) передавати ярлик не по родинному принципу, а на свій розсуд, в залежності від прихильності та спритності того чи іншого претендента на уділ.
Проте в середині уділів Володимиро-Суздальського і Московського князівств в XII—XV століттях ще подекуди зберігались приклади родинного принципу успадкування, що діяв в рамках місцевої династії. В період феодальної війни другої чверті XV століття в Московському князівстві Юрій Дмитрович був останнім з великих князів московських, який виступав за родинний принцип успадкування, в той час, як його супротивник Василь II Темний, як васал Золотої Орди, за підтримки татар, ліквідував майже всі князівські уділи.
У XVI—XVII ст. в Московії на вибір спадкоємця стало впливати волевиявлення князя (пізніше царя), який визначав спадкоємця з числа синів чи онуків за заповітом, і волевиявлення Земського Собору, який обирав царів в спірних ситуаціях смут. Родовий принцип успадкування в Московському князівстві було остаточно знищено під час правління Івана Грозного. Після виборного царя 1613 р. — Михайла Романова, почався майже двохсотрічний етап палацових переворотів та боротьби за трон під час визначення спадкоємця престолу.
У XVI—XVII століттях у Речі Посполитій діяв виборний принцип визначення наступного претендента на трон. Магнати і шляхта на з'їзді обирали наступного короля з багатьох претендентів різних династій (і часто різних країн).
У XVI—XVIII ст. в Австро-Угорщині діяв принцип агнатично-когнатичної прімогенітури, відомої також як австрійська система. Жінки не виключались з лінії престолонаслідування, проте чоловіки мали переважне право.
В Російській імперії остаточно родинний принцип успадкування у вигляді прімогенітури за австрійською (напівсалічною) системою було встановлений 1797 року імператором Павлом I.